# 鳥取しゃんしゃん祭
鳥取しゃんしゃん祭（とっとりしゃんしゃんまつり）は、毎年8月中旬に鳥取市で開催される夏祭りである。
1961年（昭和36年）に始まった地元の神社の例祭の行列に、1965年（昭和40年）から鳥取市に伝わる伝統的な「因幡の傘踊り」を組み合わせて始まったもので、祭りの中心となる「一斉踊り」では、数千人の踊り手が傘を持って市内中心部を舞い歩く。傘に取り付けられた鈴が「しゃんしゃん」と鳴ることや鳥取駅前の鳥取温泉の湯が「しゃんしゃん」と湧くことからその名がある。
見物客の人出は20万人以上に達し、鳥取市最大の祭りになっている。「一斉踊り」の参加者は100連・4000人あまりに及び、2014年に「世界最大の傘踊り」としてギネス世界記録に認定された。

## 歴史
1961年（昭和36年）の聖神社、大森神社の例祭にあわせて、経済活性化を目指して「鳥取祭」というイベントが始まった。鳥取祭の目玉は神輿行列で、これに仮装行列が加わった。1961年の第1回から1964年の第4回鳥取祭まで、当時の市長も七福神、大国主、花咲か爺などの仮装で参加している。しかし「鳥取祭」の中心は氏子のパレードになっていて、祭りに加わることができる市民が限られているため活気がなかった。
1964年（昭和39年）は鳥取市役所の新庁舎が完成し、これに合わせて新しい「きなんせ節」の踊りが策定された。これは鳥取県の代表的で伝統的な雨乞い踊りだった「因幡の傘踊り」をもとに、多くの人が容易に参加できるように振り付けを簡単にしたもので、翌1965年（昭和40年）の祭りから採用されることになった。
イベント名も公募され、「しゃんしゃん祭」となった。これは鳥取市中心部の鳥取温泉の湯が「しゃんしゃんと湧く」、また傘に取り付けられた30個の鈴が「しゃんしゃんと鳴る」に由来するネーミングである。翌年の第1回しゃんしゃん祭りの日取りは慎重に選ばれた。傘は和紙でできているので、雨に濡れた傘を振り回して破れてしまっては興冷めである。そのため過去の気象統計に基づいて最も雨の少ない日が踊りの開催日に決められた。

### 祭りの拡大と渋滞問題
こうして1965（昭和40）年にしゃんしゃん祭が始まった。この第1回しゃんしゃん祭では1000人が踊り子として参加した。参加者は順調に増え、1967（昭和42）年の第3回では2000人、1969（昭和44）年の第5回では3000人が踊り、見物客は10万人に達した。さらに1972（昭和47）年にはついに踊り子が4000人を突破した。
この間、1970（昭和45）年には三波春夫による「鳥取しゃんしゃん傘踊り」が新曲として導入された。ところが新曲の導入と踊り子の増加によって「渋滞」問題が顕在化してきた。
踊り子が練り歩くコースは1900メートルの長さの周回路になっている。ルートの若桜街道上に祭の本部が設置されていて、そこで踊り子たちの連に対する審査が行なわれるのだが、参加者が多すぎて踊り子の列が渋滞し、3時間の踊りの時間を費やしても本部前に一度もたどり着かない連が続出するようになった。そうかと思えば、前の連に遅れて離されてしまい、案内役の警備員に急かされて踊りの最中に傘を持って走る「見苦しい」姿も目立つようになった。1980年代になると、周回路を2100メートルに延長したり、1連の踊り子の人数を80人に制限したりといった対策が導入されたが、抜本的な解決には至らなかった。
問題の原因の一つは増えすぎた参加者と踊り傘にあった。傘踊りは長さ1.2mの傘を振り回して踊る。踊り子自身の体や前後の間隔を考えると、踊り子の隊列はどんなに少なく見積もっても1.8メートル間隔になる。80人を5列に並べるとそれだけで道幅は最低でも7.2メートルになり、実際には観客のいる沿道スペースを必要とするので、ルートに使える道路はかなり限られている。1連80名が5列に並ぶと少なくとも長さは30メートル、それに10メートル間隔で装飾車が連毎につく。1連あたり40メートルとして、4000人（50連）が並ぶとそれだけで長さが2キロメートルにもなってしまい、当初の1900メートルのルートでは物理的に長さが不足しているのである。
もう1つの決定的な原因は踊りの振付にあった。当初の想定では、決められた踊りを1曲ぶん踊ると35メートル進むことになっていた。第1回しゃんしゃん祭で使われた「きなんせ節」は1曲3分だったので、3時間の開催時間のあいだ休みなく踊り続けると60曲ぶん踊る計算になり、理論上なんとか2100メートル進む勘定になる。しかし「鳥取しゃんしゃん傘踊り」は4分30秒あって、二曲を交互に踊ると平均4分、一切休憩をはさまず踊っても45曲で1575メートルしか進めない。そのうえ、35メートル進むというのは普段着で踊った場合の測定値で、本番で浴衣を着ると、特に女性の場合には歩幅がずっと小さくなり、1曲で35メートルも進めなかった。
そこで、踊りそのものと踊り歌の2方面から抜本的な解決策が図られることになった。新たに導入されたのが「平成鳥取音頭」と「しゃんしゃんしゃんぐりら」である。この2曲では基本的に自由な振付で踊ることとされ、1曲で進む距離は従来の倍以上になった。この結果、1991（平成3）年には100メートル進むのに平均6分で済むようになった。なお、どちらの曲も従来の伝統的な振り付けで踊ることもできる。一方、こうした理由でかつて踊られた「吉岡小唄」や「白兎小唄」は使われなくなった。

### しゃんしゃん傘とすずっこ

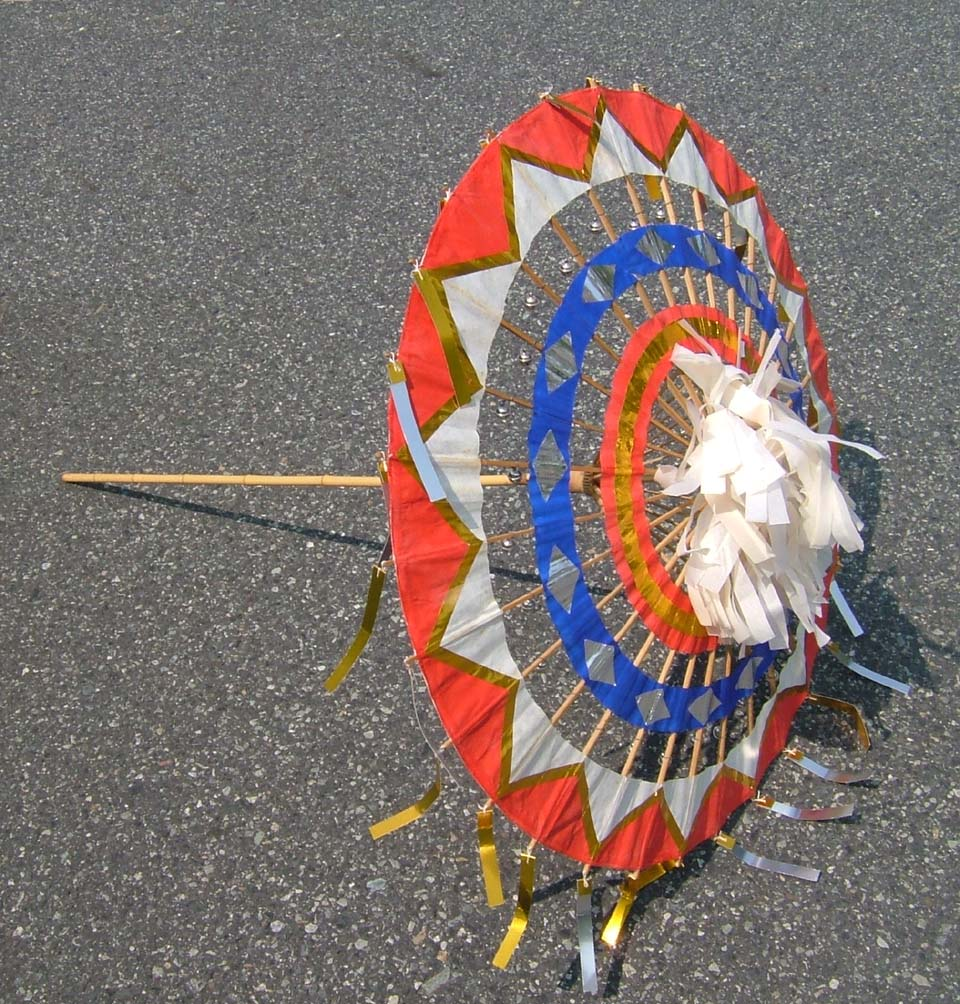
踊り傘の色にはそれぞれ意味がある

かつては様々な和傘が用いられており、それぞれの参加者の地元の傘店がつくる傘が用いられていた。なかでも鳥取県西部が特産の淀江傘は高価だが華やかな番傘として珍重されたという。しかしやがて和傘を製造する業者が減っていき、近年は統一されたものが使われるようになっている。
竹と和紙でつくられた傘には30から100個ほどの鈴と色とりどりの和紙の幣で飾られている。色にはそれぞれ意味があり、一番外側の紅白は「砂丘」、青は「日本海」、銀は「魚」、金は「賑わい」を表し、さらに赤と銀の組み合わせは祭りの華やかさや結束を表している。傘のてっぺんには雨乞いのための白和紙が立体的に取り付けられている。
近年使われている傘は長さ1.2m、傘の直径は0.8mと、伝統的な「因幡の傘踊り」のもの（長さ1.6m）より一回り小さく、扱いやすいものになっている。さらに子供用に、長さの短いものも製作されている。米子や鳥取市内では、竹や因州和紙などを材料に手作業でしゃんしゃん傘を製作している。
「因幡の傘踊り」以来の伝統的な踊りは和傘を用いるが、近年は和傘の入手が難しい上に、新たに始まった創作振り付けの際に動きの制約になってしまう。これらを解消し、祭りの参加者をさらに増やすために2006（平成18）年から新たに加わったのが「すずっこ」（すず心）と呼ばれる楽器である。これは、「鳥取生まれの民族楽器」とされており、幅の広いしゃもじの形をした朱色の板に黄色や青で模様を描き、大中小と3つの穴を穿ち、それぞれ3個、2個、1個の合計6個の鈴を取り付けたものである。動かすとしゃんしゃん傘と同じように鈴が鳴り、掌に握って簡単に扱えるため踊りの自由度が高く、鮮やかなデザインが目を引くものである。しゃんしゃん祭りだけでなく、ガイナーレ鳥取の応援イベントにも採り入れられている。

### ギネス認定
2014（平成26）年は祭りが始まってから第50回となる節目の年であり、これを期して「世界記録」に挑むことになった。傘踊りの世界記録は、全員が同時に傘を使って5分間以上踊ることによって認定されており、従来はルーマニアでの1461人が世界記録だった。
記録挑戦は2014年8月14日に行われた。10名の証人が記録挑戦者を数え、県知事の平井伸治や市長の深澤義彦も含めて「1729名」となった。「5分以上」を達成するために「きなんせ節」を2回続けて踊り、これを36名の監視員が審査した。その結果、踊りが揃っていないといった理由で41名が失格となったものの、1688名による踊りが成立したと認められ、「世界最大のアンブレラダンス」と認定された。
この年は一斉踊りの総参加者は4200名、来場者は推定21万人を記録した。

### 沿革
- 1961年 - 第1回鳥取祭が聖神社・大森神社の例祭と併せて開催される[14]。
- 1964年 - 鳥取市庁舎新築に合わせて「きなんせ節」を振付する新作傘踊りを発表。イベントの名称を「しゃんしゃん祭」に決定する。
- 1965年（第1回） - 第1回しゃんしゃん祭が開催される[14]。
- 1970年（第6回） - 「鳥取しゃんしゃん傘踊り」が踊り歌に追加[9]。
- 1984年 - 100万円をかけて直径・長さとも3.2mとなる「日本一の大傘」を制作し鳥取駅に設置[14]。
- 1989年 - 鳥取市制100周年事業として市内のマンホールの蓋を傘踊りの図案のカラー蓋に変更[14]。
- 1991年 - 男はつらいよシリーズ」第44作『男はつらいよ 寅次郎の告白』のロケが行われる[14]。
- 1996年 - 「鳥取しゃんしゃん傘踊り」を描いた80円切手が発行される[30]。
- 2006年（第42回） - 「すずっこ踊り」が初めて披露される。
- 2010年（第46回） - しゃんしゃんウィークを設定する。
- 2014年（第50回） - ギネスブックにより世界最大の傘踊りとして認定[13]。
- 2020年（第56回） - 新型コロナウイルス感染拡大を踏まえ、開催が中止される。開催中止は1965年の開始以来初めて[31]。
- 2021年（第57回） - 新型コロナウイルス感染拡大を踏まえ、本祭（一斉傘踊り）のみ日程を10月31日に延期、会場を鳥取県立布勢総合運動公園（ヤマタスポーツパーク）陸上競技場に変更し、無観客開催となる。無観客開催は1965年の開始以来初めて[32]。
- 2022年（第58回） - 8月13日に前夜祭を鳥取市民会館大ホールで、8月14日に本祭（一斉傘踊り）を鳥取県立布勢総合運動公園（ヤマタスポーツパーク）陸上競技場で開催し、有観客開催となる予定。有観客開催は2019年以来3年ぶりとなる予定[33]。

- 2023年（第59回） - 新型コロナウィルス禍により2020年から中止されてきた第70回納涼市民花火大会が4年ぶりにプログラムとして行われることが決まっていたが、当初の開催予定日とした8月15日は台風7号接近の影響により、予備日の8月20日へ延期が決定[34]。しかし、台風7号により会場の千代川河川敷の増水が進み、土砂やゴミなどが堆積してしまい、衛生面的にも予備日までに復旧できる見込みが立たない[35]としてそれも中止となった。21日以降の再延期は当面なし[36]。2024年は第70回を事実上の欠番大会として、71回大会として改めて8月15日開催予定だが、荒天の場合の予備日は設定せずこの場合は取りやめとすることになったほか、ステージイベントや有料招待席は見送られた[37]

## 祭りの運営
しゃんしゃん祭りを主に運営するのは「しゃんしゃん祭振興会」という。これは主に市民のボランティア、各踊り子連の代表者、協力企業等によって構成されている。

### 日程
しゃんしゃん祭りは8月中旬に行なわれる。祭りの期間中には千代川の河川敷での花火大会、「すずっこ踊り」などが行なわれる。最大の催しは「一斉踊り」で、鳥取市中心街の目抜き通りである若桜街道、智頭街道、片原通りで数千人による傘踊りが行われる。
日程はかつて8月15日・16日の2日間だったが、2007（平成19）年に3日間に拡大、2016（平成28）年にはプレイベントとしてさらに1日が追加され、延べ4日間の日程となっている。
また、同時期には関連イベントとして日本海テレビジョン放送及び山陰放送により芸能人を招いたコンサート、トークショー等が公開生中継で行われており、祭りを盛り上げている。その他にも民間団体によるイベントが数多く行われているほか、FM鳥取でも花火大会の生中継が行われている（2023年は中止となった）。
日程例
| 2016年（平成28年）・第52回鳥取しゃんしゃん祭り開催日程 |    |                          |                                |                                                                                                   |
| 07月21日                                               | 木 | 成功祈願祭               | 宇倍神社                       | 旧因幡国（鳥取県東部に相当）一宮の宇倍神社で神事、傘踊りの奉納などを行う。                        |
| 08月07日                                               | 日 | しゃんしゃんプレイベント | 鳥取駅前商店街（バードハット） | 踊り子の連による自由演舞や創作踊りのコンテスト、しゃんしゃん甲子園が行われる。                    |
| 08月13日                                               | 土 | 前夜祭                   | 若桜街道（国道53号）           | 「鈴の音大使」の新旧交代式や、「すずっこ踊り」「「傘踊り検定1級保持者」らによる踊り、が行われる。 |
| 08月14日                                               | 日 | 一斉傘踊り               | 若桜街道、智頭街道などの周回路 | 15連による踊りに続き、104連による一斉踊りが行われる。                                             |
| 08月15日                                               | 月 | 市民納涼花火大会         | 千代川河川敷                   | 千代川河川敷の「千代河原市民スポーツ広場」にて花火大会が行われる。                                |

### 連
踊りを踊る団体は、「連」と呼ばれている。踊りの愛好者が集まって結成した連、企業が企業名を売り込む目的で結成した企業連、学校で結成した学校連、友人同士などで結成した連等、鳥取市内には数多くの連が存在する。また鳥取市外には鳥取市にゆかりのある者等が主体となって結成した連や、姉妹都市である姫路市から参加した連もある。
連の先頭には、連名を書いたプラカード、幟旗、提灯等を持つ者がいる。
1連は、20人以上50人以内と定められている。このため、構成者が51人以上の団体は2つ以上の連に分けて参加し、「○○連A」「○○連B」といったように同一名称を冠した連名で参加しているが、この場合は踊りの配置も必ず連続している。

## 踊り歌
しゃんしゃん祭りが始まった1965（昭和40）年には「きなんせ節」1曲のみだったが、その後しだいに新曲が追加された。2015年時点では「きなんせ節」「鳥取しゃんしゃん傘踊り」「平成鳥取音頭」「しゃん☆しゃん☆しゃんぐりら」の4曲が踊り歌になっている。このほか、すずっこ踊りの楽曲として「よっとっ鳥取」がある。
また、「きなんせ節」「鳥取しゃんしゃん傘踊り」を「基本踊り」として、全連が同じ振付で踊るほか、各連が考案した振付による｢創作踊り（自由踊り）｣として、「平成鳥取音頭」と「しゃん☆しゃん☆しゃんぐりら」の2曲が取り入れられている。「創作踊り（自由踊り）」を考案できない、または考案しない連は、基本踊りの振付で踊ることが可能なため、祭りに参加するためには基本踊りの2曲の振付を習熟するだけでよい。

### きなんせ節
- 作詞：松本穣葉子
- 作曲：小幡義之
- 振り付け：中山義夫・高山柳蔵
- 唄：山田実[45]（佐藤松弘美[46]）

「きなんせ節」は1950年代に登場した。作詞者は当時の鳥取市の職員で、貝殻節の作者でもある。もともと1951（昭和26）年に「鳥取新温泉小唄」としてつくらたもので、鳥取駅のホームなどで使用されていた。鳥取駅前に湧いている鳥取温泉を詠んでおり、歌詞の冒頭部「（温泉が）しゃんしゃん湧く」というフレーズが「しゃんしゃん祭り」の命名の由来になった。
サビ部分では鳥取弁で「きなんせ」（来てください）、「踊りゃんせ」と繰り返されるのだが、1955（昭和31）年に、この唄の振り付けを中山義夫を依頼した際に、曲名を「きなんせ節」にしたほうが良いと提案されて、レコード発売時に改題した。
1965（昭和40）年にしゃんしゃん祭りが始まる際に、伝統的な「因幡の傘踊り」を下敷きにした新しい振付が創作され、第1回しゃんしゃん祭りから使用されている踊り歌である。

### 鳥取しゃんしゃん傘踊り
- 作詞：門井八郎
- 作曲：長津義司
- 唄：三波春夫[45][50]（藤本行年、佐藤松弘美[51]）

「鳥取しゃんしゃん傘踊り」は1970（昭和45）年の第6回しゃんしゃん祭りから追加された曲である。

### 平成鳥取音頭
- 作詞：星野哲郎
- 作曲：原譲二
- 唄：北島三郎[52]

「平成鳥取音頭」は平成に入ってから追加された曲である。平成音頭の歌詞を鳥取に合うように変更している。この曲は「創作踊り」として自由な振付で踊ることができた。のちに鳥取しゃんしゃん傘踊りと同じ振り付けとなる。

### しゃん☆しゃん☆しゃんぐりら
- 作詞：松本正嗣[注 2]
- 作曲：松本正嗣
- 唄：藤井真由美 with TOMMY[55]

「しゃん☆しゃん☆しゃんぐりら」（しゃんしゃんしゃんぐりら）は（平成15）年に登場した。従来使われてきた「きなんせ節」「鳥取しゃんしゃん傘踊り」の2曲は「基本踊り」として所定の振付が決められているのに対し、「平成鳥取音頭」は「創作踊り」として各連ごとに自由な振付が認められていた。さらにそこへ、より若い世代の参加を促進しようと新曲の公募が行われた。全国から30曲が寄せられ、その中からグランプリ作品として選出されたのが「しゃん☆しゃん☆しゃんぐりら」である。登場以来「創作踊り」の曲として使用されている。
原曲は宝塚市の女性による作詞・作曲で、これを鳥取市出身の松本正嗣が編曲し、「アップテンポ」で「活気ある」曲となった。歌詞は全編を通して鳥取弁で書かれている。しゃんしゃん祭りでは例年、歌手の藤井真由美（元REG-WINK）とTOMMY（BLUFF）が曲を披露している。

## 因幡の傘踊り

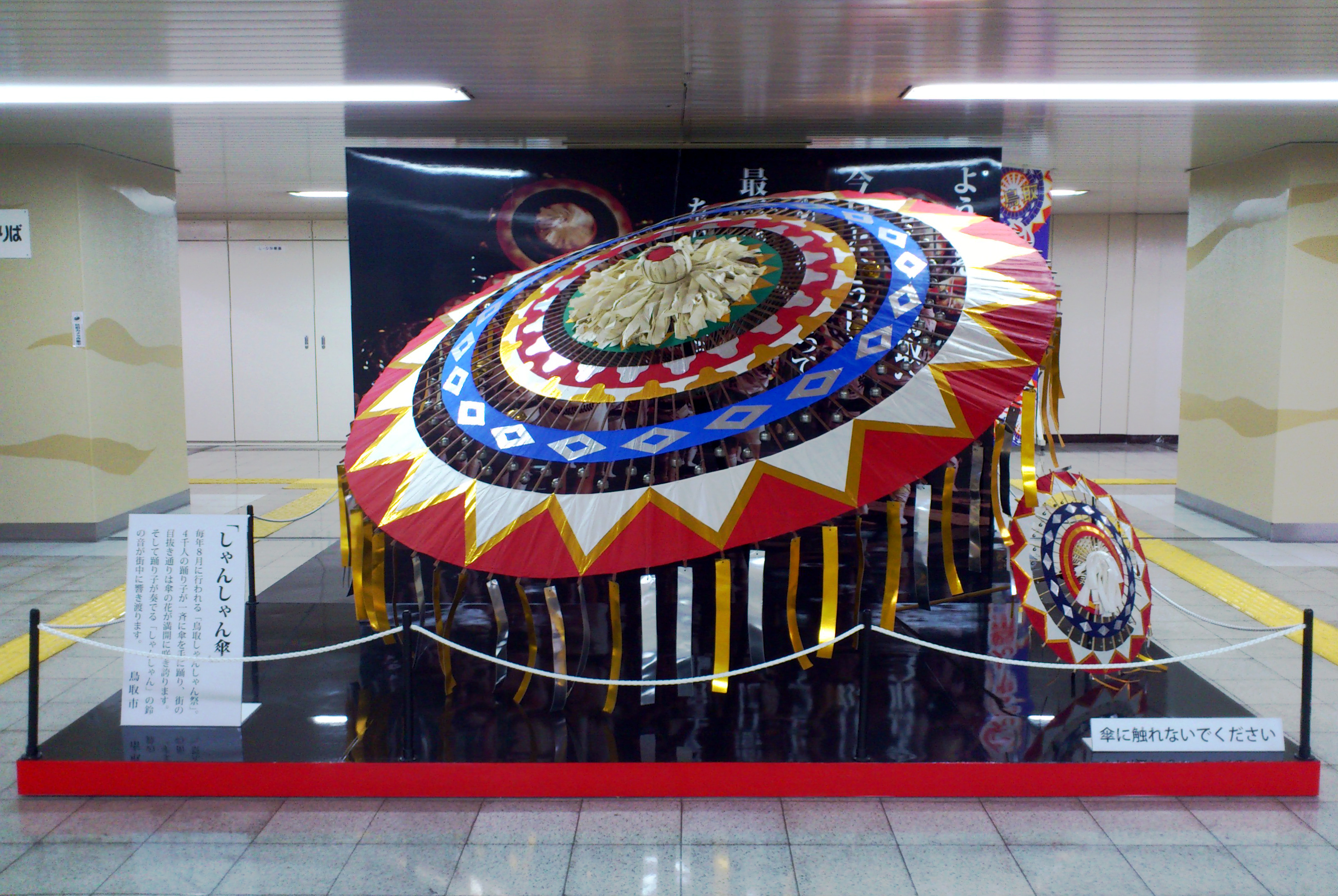
鳥取駅構内に展示されている傘

しゃんしゃん祭りの踊りの直接のもとになったのは、明治時代に作られた「因幡の傘踊り」という舞踊である。これにはさらにルーツがあり、近世以前から因幡国各地に伝わる雨乞いや傘踊りがその起源とされている。

### 近世の雨乞いの踊り
国府町の手笠踊り
鳥取市の南に隣接していた旧国府町には、江戸時代末期から伝わる雨乞い踊りの伝説がある。一説ではこれは袋川右岸の旧国府町（現・鳥取市国府町）美歎地区のことだともされている。
厳しい旱魃の年があり、田も畑もすべての作物が枯れる寸前に追い込まれた。そこで宇倍野村の五郎作という高齢の農民が、毎日炎天下の畦に出て、笠1枚だけを被って雨乞いの祈りを続けた。やがてついに雨が振り、死にかけていた作物が甦り、その年は大豊作になった。しかし五郎作は荒行がたたって死んでしまった。
村人は五郎作を慰霊するため、初盆の夜に五郎作が生前着用していた笠を高々と掲げて練り歩き、供養の踊りを捧げた。これが毎夏行なわれるようになり、夏祭りになった。なおこの時点ではいわゆる手笠を持って踊っていたと考えられている。
横枕の傘踊り
千代川左岸の鳥取市横枕地区にも似たような伝承がある。1786（天明6）年に何ヶ月も雨のない日が続き、村中の農作物が枯死に瀕した。村人は何日も続けて雨乞い祈願を行い、7日目に仁平という手踊りの巧みな若者が雨乞い踊りをした。この時に雨傘に白幣をつけ、神楽に合わせて面白おかしく踊った。すると雨が降ってきて、その年は豊作に恵まれたという。別の伝えでは、仁平は老人で、国府の伝承と同じように、雨乞いを行って雨を降らせたが疲労によって死んだとされている。この「横枕の傘踊り」は、田植えが終わったあとの旧暦8月1日に神社で奉納されていたものである。
このほか、岩美町には南北朝時代から続くとも伝わる「牧谷はねそ傘踊り」という舞踊がある。これは男は柄の長い傘に鈴をつけたものを持ち、女は編笠を被って踊るもので、仮名手本忠臣蔵などに合わせて演じられていた。（仮名手本忠臣蔵は、赤穂事件を下敷きにしながらも、当時の江戸幕府を憚って舞台を鎌倉時代末期の伯耆国（現・鳥取県）に移し、塩冶高貞にまつわる復讐譚に改変されている。）
因幡地方は旱魃に見舞われることが多く、各地に同様の雨乞いに踊りが伝わっている。これらの古形はいずれも花笠を持って踊る古風で素朴なものだったが、やがて長柄の傘を持って踊るものに変わっていった。

### 明治の傘踊りの考案
明治時代後期に、これらの古典的な雨乞い踊りから、新しい「因幡の傘踊り」が作られた。作ったのは旧国府町（当時は国府村）・高岡地区の山本徳二郎(1879年9月13日-1968年9月1日)という人物である。昭和40年代の鳥取県教育委員会の資料によれば作られたのは1906（明治39）年の日露戦争戦勝時とされているが、山本の地元の山本徳二郎顕彰会では、1895（明治29）年頃には既に考案していたとしている。これによって「笠（手笠）」を持った踊りと、柄のついた長い「傘」を持った踊りが融合されたと考えされている。
山本の住んでいた高岡地区の高岡神社はもともとスサノオを祀っていて、勇壮な剣舞が伝わっていた。山本は、伝統的な雨乞い踊りは若者を惹きつける魅力に欠くと考え、高岡神社に伝わる力強い剣舞と華やかな雨傘を組み合わせ、詩吟に乗せてリズミカルかつきらびやかに、かつ多人数で踊ることができる踊を編み出した。
基本的に因幡の傘踊りは特定の伴奏曲をもたず、唄と囃しだけで踊るように作られている。これはどのような民謡にも合わせて踊ることができるように意図されたものであり、この地方に伝わる因幡大津絵、貝殻節をはじめ、安来節、心中節、などに合わせて演じられた。五穀豊饒や鎮護国家を祈願して、傘の動きは「おどれおどれ、みなおどれ」の文字を宙に描くように、剣を斬りこむように動かすことになっている。この振付を決めるまでの間、山本は一人で傘を乱暴に振り回してはいくつも壊していたため、家族は山本の頭がおかしくなってしまったと案じるほどだったという。
踊り子の衣装は農村の青年のものであり、短衣や手甲、脚絆を身にまとい、腰には手ぬぐいをぶら下げ、白い鉢巻きと襷を掛ける。踊りは2人一組となり、4人、6人、10人と複数であればいくらでも人数を増やして踊ることができる。こうしたスタイルは見るものに勇壮で活発な印象を与えるとともに、手にする雨傘には100個以上の鈴と金銀の飾りがつけられており、豪華なものだった。
この「因幡の傘踊り」は青年層に人気があり、因幡地方のみならず、遠方へ赴いての講習会なども盛んにおこなわれて、鳥取の踊りとして高い知名度を獲得していった。大正時代になると各地から青年が集まって聖神社で大会が開かれるようになっている。1928（昭和3）年頃には、観客は3万人に達したという。
美歎の傘踊り、横枕の傘踊り、明治の傘踊りは1952（昭和27）年に国の無形文化財の指定を受け、1974（昭和49）年にはあらためて鳥取県の無形民俗文化財に指定されている。考案者の山本徳二郎は国府町の「名誉町民」（現在は鳥取市の名誉市民）となった。これらの伝統的なタイプの傘踊りは、いまでは保存会によって受け継がれている。

### しゃんしゃん祭りへ
「因幡の傘踊り」は大きく長い傘を剣に見立てて大きく振り回し、踊り手自身もぐるぐる廻るような、勇壮で華やかなものだった。しかしそれゆえに、この踊りは若い男性でなければ踊ることが不可能なほどハードなものだった。
これを、子どもや女性など、誰でも容易に踊ることができて、老若男女が参加できるように改められたものが現在の「しゃんしゃん踊り」である。当時の鳥取市長の依頼を受けてこの改良を行ったのは、横枕の傘踊り保存会の高山柳蔵という人物だった。
傘も扱いやすくするため、従来の長さ1.6メートル、直径1.1メートルの長傘から、長さ1.2メートル、直径0.8メートルとコンパクトに改良されている。

## 鳥取しゃんしゃん祭以外での傘踊り

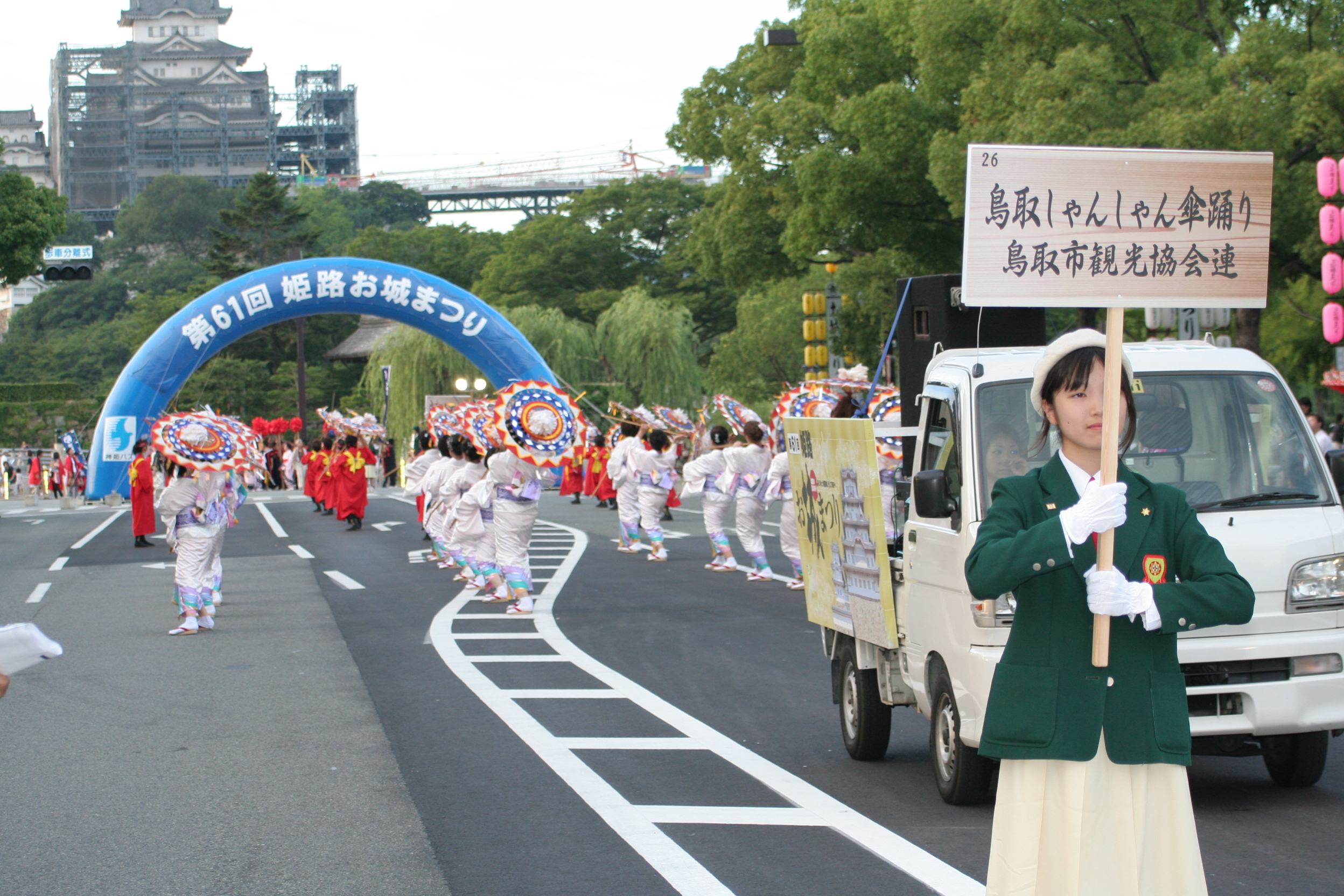
姫路お城まつり（2010年）

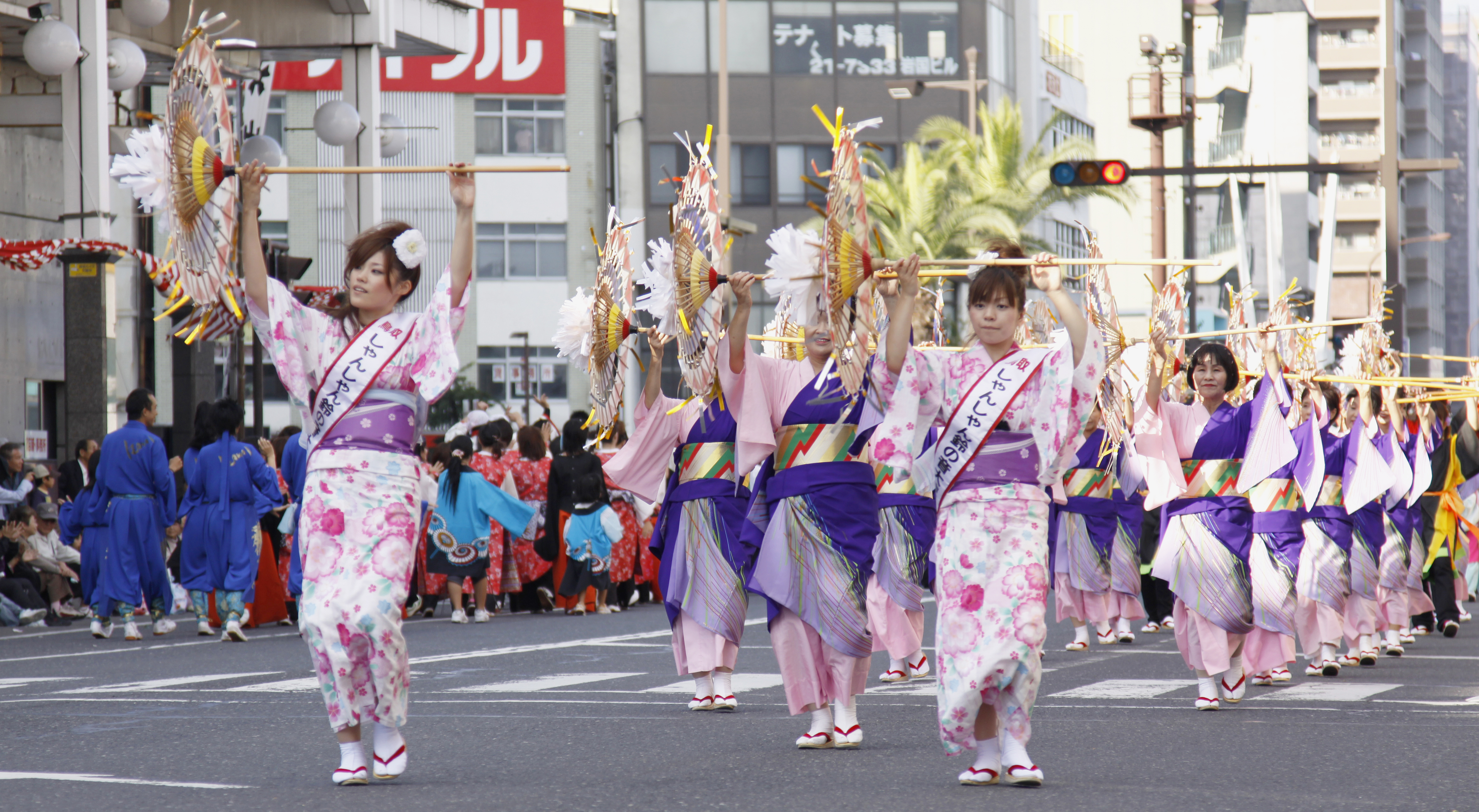
岩国祭（2009年）

1982年にわかとり国体に合わせて結成された鳥取市観光協会連により、県内外で傘踊りや鳥取市の観光PR、および傘踊り講習会等が行われている。県内では当祭りの他に秋の「鳥取三十二万石お城まつり」や鳥取港への豪華客船寄港の際のレセプションなどで、県外では姉妹都市である姫路市の「姫路お城まつり」や岩国市の「岩国祭」などで傘踊りを披露している。
北海道深川市は、市民が老若男女楽しめる地域の踊りにしようと考えてしゃんしゃん傘踊りを招き、鳥取市職員の協力や指導を受けた。現在は「ふかがわ夏まつり」でしゃんしゃん傘踊りが踊られている。使用される音楽の歌詞は深川に合うように変更され、2016年には新しい「きなんせ節」「深川しゃんしゃん傘踊り」が作成された。